# Cantone di Ailly-le-Haut-Clocher
Il Cantone di Ailly-le-Haut-Clocher era una divisione amministrativa dell'arrondissement di Abbeville.
È stato soppresso a seguito della riforma complessiva dei cantoni del 2014, che è entrata in vigore con le elezioni dipartimentali del 2015.
Comprendeva i comuni di:
- Ailly-le-Haut-Clocher
- Brucamps
- Buigny-l'Abbé
- Bussus-Bussuel
- Cocquerel
- Coulonvillers
- Cramont
- Domqueur
- Ergnies
- Francières
- Gorenflos
- Long
- Maison-Roland
- Mesnil-Domqueur
- Mouflers
- Oneux
- Pont-Remy
- Saint-Riquier
- Villers-sous-Ailly
- Yaucourt-Bussus